# Hiệp Phước (xã)
Hiệp Phước là một xã thuộc Thành phố Hồ Chí Minh, Việt Nam.
Hiệp Phước có diện tích 38,02 km², dân số năm 2021 là 20.687 người,  mật độ dân số đạt 544 người/km².